# Mesosoma muchówek
Mesosoma – element samczych narządów genitalnych niektórych muchówek.
Mesosoma występuje u muchówek z nadrodziny Culicoidea, do której należą komarowate. Wykształca się ze zgrubienia oskórka i położona jest na zakończeniu prącia. Jej kształt może być różnorodny.